# Maarten Steinbuch
Maarten Steinbuch (Zeist, 14 mei 1960) is een Nederlands wetenschapper op het gebied van hightech systemen, ondernemer en communicator. Hij is universiteitshoogleraar bij de Technische Universiteit Eindhoven (TU/e), waar hij de leerstoel Systems & Control bekleedt. Zijn onderzoek strekt zich uit van autotechniek (met een focus op connected cars en schone voertuigen) tot mechatronica, motion control en de beheersing van fusieplasma's. Hij geniet faam vanwege zijn werk op het gebied van geavanceerde motion control, maar staat ook bekend om het ontwerp van zeer nauwkeurige chirurgische robots. Steinbuch is een productieve blogger en belangrijk opinieleider waar het gaat om de invloed van nieuwe technologie op de samenleving. Hij is een prominent voorstander van elektrische auto's.

## Onderwijs, carrière en prijzen
Maarten Steinbuch studeerde werktuigbouwkunde aan de Technische Universiteit Delft, waar hij in 1984 cum laude afstudeerde en in 1989 promoveerde. In 1987 begon hij zijn carrière bij Philips, eerst bij Philips Research (1987-1998) en later als groepsleider bij Philips CFT (1998-1999).
In 1999 werd Steinbuch hoogleraar Systems and Control aan de TU/e, waar hij leiding geeft aan de onderzoeksgroep Control Systems Technology bij de faculteit Werktuigbouwkunde. Van 2006-2017 was hij wetenschappelijk directeur van het 4TU Research Centre High Tech Systems van 4TU, de federatie van Nederlandse Technische Universiteiten. In 2013 werd hij benoemd tot universiteitshoogleraar van de TU/e en in 2014 werd hij wetenschappelijk directeur van het TU/e High Tech Systems Center, dat op zijn initiatief werd opgericht.
Steinbuch ontving in 2003, 2005, 2008 en 2015 de prijs voor beste docent van de TU/e faculteit Werktuigbouwkunde. In 2015 kreeg hij de eerste Academic Society Award van het Koninklijk Instituut van Ingenieurs (KIVI). In 2016 eerde de Technologiestichting STW hem als Simon Stevin Meester - de hoogste Nederlandse prijs voor wetenschappelijk technologisch onderzoek.

## Onderzoek en relevantie
Met zijn onderzoek op het gebied van systeem- en regeltechniek en mechatronica heeft Steinbuch belangrijke bijdragen geleverd op gebieden als hightech systemen, robotica, kernfusie en autotechniek.
Hij ontwikkelde nieuwe technieken voor het compenseren van referentie- en storingsgevoelige fouten, gebaseerd op repetitieve controle, iteratief leren en bewegingsfeedback. Zijn groep staat bekend om het ontwikkelen en toepassen van principes voor het mechanisch ontwerp van hightechsystemen ('design for stiffness'), wat tot hoge reproduceerbaarheid en lage fabricagekosten heeft geleid. De hightech-industrie in de regio Brainport Eindhoven (ASML, Philips, Océ, FEI en diverse MKB-bedrijven) plukt daar de vruchten van.
Het onderzoek van Steinbuch leidde tot de verbetering van zeer nauwkeurige hightech robots voor toepassingen in de thuiszorg en chirurgie. Hij ontwikkelde voorspellende modellen en implementeerde deze in een geïntegreerde ontwerpstrategie, rekening houdend met alle aspecten die relevant zijn voor de prestaties van de robot. Zijn medische robotsystemen presteren dicht bij de grenzen van wat fysiek mogelijk is, waardoor zeer precieze chirurgische procedures mogelijk worden. De ontwerpmethodiek van motion feedforward besturing werd verder onderzocht voor toepassingen in coöperatief rijden, wat tot een veel geciteerde publicatie leidde in IEEE Transactions on Vehicular Technology.
Maarten Steinbuch begeleidde meer dan 500 masterstudenten, 60 promovendi en publiceerde meer dan 300 peer-reviewed conferentiebijdragen en artikelen in peer-reviewed tijdschriften. Zijn onderzoeksgroep Control Systems Technology kreeg de hoogste academische beoordeling in de twee meest recente evaluaties. Steinbuch heeft een H-index van meer dan 25 in Web of Science en meer dan 45 in Google Scholar, met meer dan 9000 citaties. Hij gaf meer dan 80 lezingen op uitnodiging, waaronder vele 'keynote' presentaties op conferenties. Daaronder de American Control Conference 2011, het IFAC Symposium on System Identification (Sysid), de IEEE Multi-Conference on Systems and Control (MCS) 2013, en IFAC Mechatronics.. Hij was Editor-in-Chief van het toonaangevende tijdschrift IFAC Mechatronics (2008-2015) en Associate Editor van IEEE Transactions on Control Systems Technology (2003-2008). Steinbuch heeft 9 patenten op zijn naam.

## Ondernemerschap en valorisatie
Een belangrijk leidmotief in Steinbuchs carrière is de gelijktijdige focus op zowel fundamenteel onderzoek als valorisatie. Hij is adviseur of commissaris bij verschillende bedrijven en stichtingen en was (mede) oprichter van start-up bedrijven zoals MI-Partners, Mechatronics Academy, Steinbuch in Motion, Medical Robotic Technologies, Preceyes en Microsure. De laatste zijn actief op het gebied van uiterst precieze chirurgische robotica, oogchirurgie (Preceyes) en vaatchirurgie (Microsure). Als CEO van Medical Robotic Technologies heeft Steinbuch de ambitie om in Eindhoven binnen 10 jaar meer dan 1000 banen te creëren in een nieuwe industrie voor ontwerp, fabricage en verkoop van hightech medische apparatuur.
Steinbuch wordt beschouwd als een van de koplopers in het verbinden van de academische wereld met het bedrijfsleven, zowel in de Brainport regio Eindhoven als op nationale schaal. Hij is lid van SingularityU NL en een vaste keynote spreker op internationale SingularityU-evenementen. In zijn opvatting is de universiteit van de volgende generatie een plaats voor open innovatie en een co-creatie hotspot, met deeltijd aanstellingen voor vertegenwoordigers uit industrie, kunst, overheid en maatschappelijke instellingen. Dit concept wordt nu verkend in de 'Eindhoven Engine', een regionale samenwerking tussen kennisinstellingen en het bedrijfsleven.

## Outreach
Steinbuch is een productieve blogger, die op een groot aantal onderwerpen de verbinding zoekt met vakgenoten, de industrie en de samenleving. Hij onderhoudt een goedbezochte website en is een actief lid van de Twitter-community. Hij is vaak te gast bij nationale radio- en televisieprogramma's zoals De Wereld Draait Door en wordt regelmatig door kranten geïnterviewd. Op internationaal niveau verscheen hij in BBC World en BBC-nieuws (Verenigd Koninkrijk), RTL West en ARD (Duitsland). Van 2001-2015 was Steinbuch voorzitter van de 'Stichting Techniekpromotie', die kinderen in de leeftijd van 4 tot 18 laat kennismaken met wetenschap en technologie.
Steinbuch stond aan de wieg van studententeams van de TU/e die deelnemen aan de World Solar Challenge voor voertuigen op zonne-energie (de TU/e-auto 'Stella' won de Cruiser Class in 2013, 2015 en 2017), RoboCup voor robotvoetbal (het TU/e TechUnited team is drievoudig wereldkampioen in de Middle Size League) en RoboCup voor zorgrobots (het TU/e TechUnited team is wereldkampioen in de @Home Standard Platform League).

## Persoonlijk
Maarten Steinbuch woont in Helmond met zijn vrouw Inge Steinbuch-Linstra. Samen hebben ze drie kinderen. In 2016 en 2017 publiceerde het koppel de "Slimme Scheurkalender" waarvan 10.000 exemplaren werden verkocht. Met de inkomsten sponsorde Steinbuch de bovengenoemde studententeams van de TU/e en de Stichting Techniekpromotie.